# Alles is familie
Alles is familie is een Nederlandse mozaïekfilm die op 22 november 2012 in première ging.
De film is een vervolg op Alles is Liefde. De opnames vonden plaats in het voorjaar van 2012.

## Rolverdeling
| Acteur               | Personage                 | Opmerkingen              |
| -------------------- | ------------------------- | ------------------------ |
| Carice van Houten    | Winnie de Roover          | Rembrandt: Beste actrice |
| Benja Bruijning      | Charlie de Roover         |                          |
| Thijs Römer          | Rutmer de Roover          | Rembrandt: Beste acteur  |
| Jacob Derwig         | Dick Tasman               |                          |
| Martine Bijl         | Jeannette de Roover       |                          |
| Kees Hulst           | Arend de Roover           |                          |
| Pjotr van Antwerpen  | Midas Tasman              |                          |
| Sophie Vroegop       | Ginger Tasman             |                          |
| Diederik Ebbinge     | Lodewijk de Goeie         |                          |
| Willeke Alberti      | Lucy                      |                          |
| Tjitske Reidinga     | Linda                     |                          |
| Bert Hana            | Cameraman                 |                          |
| Eva Bartels          | One-night-stand Charlie   |                          |
| Remko Vrijdag        | Fulco                     |                          |
| Kees Boot            | Donald Ruksop             |                          |
| Rogier Philipoom     | Alfons                    |                          |
| Michiel Romeyn       | Jos                       |                          |
| René van 't Hof      | Evert                     |                          |
| Georgina Verbaan     | Leonie                    |                          |
| Chris Zegers         | Skipper                   |                          |
| Michiel Nooter       | Frank                     |                          |
| Caroline de Bruijn   | Isa                       |                          |
| Nico de Vries        | Harald                    |                          |
| Nhung Dam            | Baliemedewerker           |                          |
| Fabian Jansen        | Popjournalist             |                          |
| Wilbert Gieske       | Jelle                     |                          |
| Sanne Langelaar      | Anna                      |                          |
| Scott Barbarino      | Barry Wiesenthal          |                          |
| Michiel Blankwaardt  | Politieagent 1            |                          |
| Peter Blankenstein   | Ambulancebroeder          |                          |
| Kim van Kooten       | Zuster ziekenhuis         |                          |
| David Cameron        | Kenneth                   |                          |
| Marthe-Geke Bracht   | Vrouw 1 abortuskliniek    |                          |
| Joy Wielkens         | Vrouw 2 abortuskliniek    |                          |
| Marie-Louise Stheins | Eva                       |                          |
| Kees van Kooten      | Autoverkoper              |                          |
| Tzvika Liber         | Ober                      |                          |
| Arnost Kraus         | Man echtpaar ziekenhuis   |                          |
| Charmène Sloof       | Vrouw echtpaar ziekenhuis |                          |
| Kes Blans            | Geluidstechnicus          |                          |
| Gers Pardoel         | suikerspin-verkoper       |                          |
| Stevie Ann           | Singer-songwriter         |                          |
| Paulien Schaap       | Anouk Tasman-de Roover    |                          |

## Productie
Op 17 mei 2011 werd aangekondigd dat Alles is liefde een vervolg zou krijgen, wederom onder de leiding van regisseur Joram Lürsen en scenarist Kim van Kooten. Volgens planning zou de film worden opgenomen in het voorjaar van 2012, met een release in de kerstperiode van datzelfde jaar. Een vervolg bleef lang uit, omdat Van Kooten door zowel langdurige ziekte als een gebrek aan inspiratie uitzonderlijke tijd aan het scenario heeft gewerkt. Ze heeft overwogen om personages uit Alles is liefde terug te laten keren, maar nam er "met pijn in het hart" afscheid van. Ze koos ervoor om zich te richten op minder verhaallijnen dan in Alles is liefde, zodat ze dieper in kon gaan op de personages en niet binnen drie scènes een compleet verhaal hoefde te vertellen.
Hoewel aanvankelijk werd beweerd dat ook geen van de oorspronkelijke acteurs uit het eerste deel zou terugkeren, werd op 15 maart 2012 bekendgemaakt dat Carice van Houten de hoofdrol ging vertolken. De rest van de acteurs werd op 26 maart gepresenteerd. De opnamen gingen van start op 16 april in hoofdzakelijk Amsterdam.
Van Kooten heeft de rol die haar echtgenoot Jacob Derwig vertolkt, speciaal voor hem geschreven. Waar hij normaal "getormenteerde intellectuelen" tot leven brengt, is hij in Alles is familie te zien als "een heel verlegen dierenverzorger van Artis". Hierover vertelde Van Kooten: "Het ging vrij ver, ik wou dat hij een snor had en klompen en heel onaantrekkelijk was, maar dat mocht niet".
Alles is familie eindigde in de top 10 van best bezochte films van 2012 op plek 8 met 641.500 bezoekers en was daarmee de best bezochte Nederlandse film.

## Discografie

### Albums
| Album met eventuele hitnotering(en) in de Nederlandse Album Top 100 | Datum van verschijnen | Datum van binnenkomst | Hoogste positie | Aantal weken | Opmerkingen |
| ------------------------------------------------------------------- | --------------------- | --------------------- | --------------- | ------------ | ----------- |
| Alles is familie                                                    | 2012                  | 24-11-2012            | 65              | 8            |             |

### Singles
| Single met eventuele hitnotering(en) in de Nederlandse Top 40 | Datum van verschijnen | Datum van binnenkomst | Hoogste positie | Aantal weken | Opmerkingen                                               |
| ------------------------------------------------------------- | --------------------- | --------------------- | --------------- | ------------ | --------------------------------------------------------- |
| Liever dan lief                                               | 2012                  | 29-09-2012            | 7               | 17           | door Doe Maar & Gers Pardoel / Nr. 5 in de Single Top 100 |
| Oceaan                                                        | 2012                  | 24-11-2012            | 6               | 27           | door Racoon / Nr. 6 in de Single Top 100                  |